# Архангельське Голіцино (село)
Арха́нгельське Голі́цино (рос. Архангельское Голицыно, ерз. Архангельское Голицыно) — село у складі Рузаєвського району Мордовії, Росія. Адміністративний центр Архангельско-Голіцинського сільського поселення.

## Населення
Населення — 767 осіб (2010; 872 у 2002).
Національний склад (станом на 2002 рік):
- росіяни — 83 %